# Liste der Bodendenkmäler in Seeon-Seebruck
Auf dieser Seite sind die Bodendenkmäler in der oberbayerischen Gemeinde Seeon-Seebruck zusammengestellt. Diese Tabelle ist eine Teilliste der Liste der Bodendenkmäler in Bayern. Grundlage ist die Bayerische Denkmalliste, die auf Basis des Bayerischen Denkmalschutzgesetzes vom 1. Oktober 1973 erstmals erstellt wurde und seither durch das Bayerische Landesamt für Denkmalpflege geführt wird. Die folgenden Angaben ersetzen nicht die rechtsverbindliche Auskunft der Denkmalschutzbehörde.

## Bodendenkmäler der Gemeinde

### Bodendenkmäler in der Gemarkung Chiemsee (See)
| Lage                      | Objekt                                                                    | Akten-Nr.     | Bild |
| ------------------------- | ------------------------------------------------------------------------- | ------------- | ---- |
| Chiemsee (See) (Standort) | Straße der römischen Kaiserzeit (Teilstück der Trasse Augsburg-Salzburg). | D-1-8040-0189 |      |

### Bodendenkmäler in der Gemarkung Seebruck
| Lage                                      | Objekt | Akten-Nr.     | Bild           |
| ----------------------------------------- | --- | ------------- | -------------- |
| Seebruck (Standort)                       | Brandgräber der mittleren römischen Kaiserzeit und Körpergräber der späten römischen Kaiserzeit oder des frühen Mittelalters. Siehe auch: Brandgrab, Römische Kaiserzeit                                | D-1-8040-0036 |                |
| Seebruck (Standort)                       | Tempel der frühen Kaiserzeit sowie Kastell der späten römischen Kaiserzeit (Bedaium). Siehe auch: Römisches Militärlager, Bedaium                                                                       | D-1-8040-0069 |                |
| Seebruck (Standort)                       | Siedlung der späten Latènezeit. | D-1-8040-0071 |                |
| Seebruck (Standort)                       | Brandgräberfeld und Körpergräber der mittleren römischen Kaiserzeit. | D-1-8040-0078 |                |
| Seebruck (Standort)                       | Siedlung und Grabenwerk vorgeschichtlicher Zeitstellung. Siehe auch: Grabenwerk | D-1-8040-0090 |                |
| Seebruck (Standort)                       | Verebnete Grabhügel vorgeschichtlicher Zeitstellung. | D-1-8040-0091 |                |
| Seebruck (Standort)                       | Brandgräber der mittleren römischen Kaiserzeit. | D-1-8040-0106 |                |
| Seebruck (Standort)                       | Vicus der römischen Kaiserzeit (Bedaium). Siehe auch: Vicus | D-1-8040-0254 |                |
| Seebruck Jakob-Weyerer-Platz 3 (Standort) | Untertägige spätmittelalterliche und frühneuzeitliche Befunde im Bereich der Katholischen Filialkirche St. Thomas in Seebruck und ihres Vorgängerbaus. Siehe auch: St. Thomas und St. Stephan, Seebruck | D-1-8040-0260 | weitere Bilder |

### Bodendenkmäler in der Gemarkung Seeon
| Lage                                     | Objekt | Akten-Nr.     | Bild           |
| ---------------------------------------- | --- | ------------- | -------------- |
| Seeon (Standort)                         | Körpergräber des frühen Mittelalters. Siehe auch: Körpergrab, Mittelalter | D-1-8040-0028 |                |
| Seeon (Standort)                         | Grabhügel mit Bestattungen der Hallstattzeit. Siehe auch: Hügelgrab, Hallstattzeit | D-1-8040-0031 |                |
| Seeon (Standort)                         | Grabhügel mit Bestattungen der Hallstattzeit. | D-1-8040-0032 |                |
| Seeon (Standort)                         | Turmhügel des hohen Mittelalters. Siehe auch: Turmhügel | D-1-8040-0034 |                |
| Seeon Gemarkung Truchtlaching (Standort) | Villa rustica der römischen Kaiserzeit. Siehe auch: Villa rustica (Truchtlaching) | D-1-8040-0109 |                |
| Seeon (Standort)                         | Siedlung und Opferplatz der späten Hallstattzeit und Latènezeit. | D-1-8040-0167 |                |
| Seeon (Standort)                         | Siedlung vor- und frühgeschichtlicher Zeitstellung. | D-1-8040-0256 |                |
| Seeon Weinbergstraße 59 (Standort)       | Untertägige spätmittelalterliche und frühneuzeitliche Befunde im Bereich der Katholischen Filialkirche St. Maria in Bräuhausen und ihres Vorgängerbaus.                                                                                          | D-1-8040-0262 | weitere Bilder |
| Seeon (Standort)                         | Untertägige mittelalterliche und frühneuzeitliche Befunde im Bereich der Katholischen Filialkirche St. Martin in Ischl und ihrer Vorgängerbauten.                                                                                                | D-1-8040-0268 |                |
| Seeon (Standort)                         | Untertägige mittelalterliche und frühneuzeitliche Befunde im Bereich von Kloster Seeon sowie der Katholischen Pfarr- und ehemalige Klosterkirche St. Lambert und ihrer Vorgängerbauten. Siehe auch: Seeon (Seeon-Seebruck)                       | D-1-8040-0276 | weitere Bilder |
| Seeon (Standort)                         | Untertägige mittelalterliche und frühneuzeitliche Befunde im Bereich der Katholischen Kirche St. Walpurgis in Seeon und ihres Vorgängerbaus mit abgegangenem Benediktinerinnenkloster sowie des Pfarrhofes von Seeon mit barocken Gartenanlagen. | D-1-8040-0277 |                |
| Seeon Altenmarkter Straße 8 (Standort)   | Untertägige mittelalterliche und frühneuzeitliche Befunde im Bereich der Katholischen Filialkirche St. Ägidius in Seeon und ihres Vorgängerbaus.                                                                                                 | D-1-8040-0279 |                |
| Seeon (Standort)                         | Verebneter Grabhügel vorgeschichtlicher Zeitstellung. | D-1-8040-0289 |                |
| Seeon (Standort)                         | Siedlung der römischen Kaiserzeit. | D-1-8041-0066 |                |

### Bodendenkmäler in der Gemarkung Truchtlaching
| Lage                                             | Objekt | Akten-Nr.     | Bild |
| ------------------------------------------------ | --- | ------------- | ---- |
| Truchtlaching (Standort)                         | Viereckschanze der späten Latènezeit. Siehe auch: Viereckschanze, Latènezeit                                                                                       | D-1-8040-0042 |      |
| Truchtlaching (Standort)                         | Ringwall des frühen Mittelalters. Siehe auch: Ringwall Truchtlaching                                                                                               | D-1-8040-0043 |      |
| Truchtlaching (Standort)                         | Offene Großsiedlung Siedlung der späten Latènezeit (Stöffling). | D-1-8040-0045 |      |
| Truchtlaching (Standort)                         | Siedlung vorgeschichtlicher Zeitstellung. | D-1-8040-0087 |      |
| Truchtlaching (Standort)                         | Verebnete Grabhügel vorgeschichtlicher Zeitstellung. | D-1-8040-0111 |      |
| Truchtlaching (Standort)                         | Siedlung vor- und frühgeschichtlicher Zeitstellung. | D-1-8040-0257 |      |
| Truchtlaching (Standort)                         | Siedlung vor- und frühgeschichtlicher Zeitstellung. | D-1-8040-0258 |      |
| Truchtlaching Gemarkung Truchtlaching (Standort) | Villa rustica der römischen Kaiserzeit. Siehe auch: Villa rustica (Seebruck)                                                                                       | D-1-8041-0067 |      |
| Truchtlaching (Standort)                         | Siedlung der späten Latènezeit. | D-1-8041-0068 |      |
| Truchtlaching (Standort)                         | Abgegangenes Hofmarkschloss des späten Mittelalters und der frühen Neuzeit (Veste Poygen) mit Brücke und zugehörigem Wirtschaftshof (heute Pfarrhof).              | D-1-8041-0078 |      |
| Truchtlaching (Standort)                         | Untertägige mittelalterliche und frühneuzeitliche Befunde im Bereich der Katholischen Pfarrkirche St. Johannes Baptist in Truchtlaching und ihrer Vorgängerbauten. | D-1-8041-0228 |      |